# Ebussuud Efendi

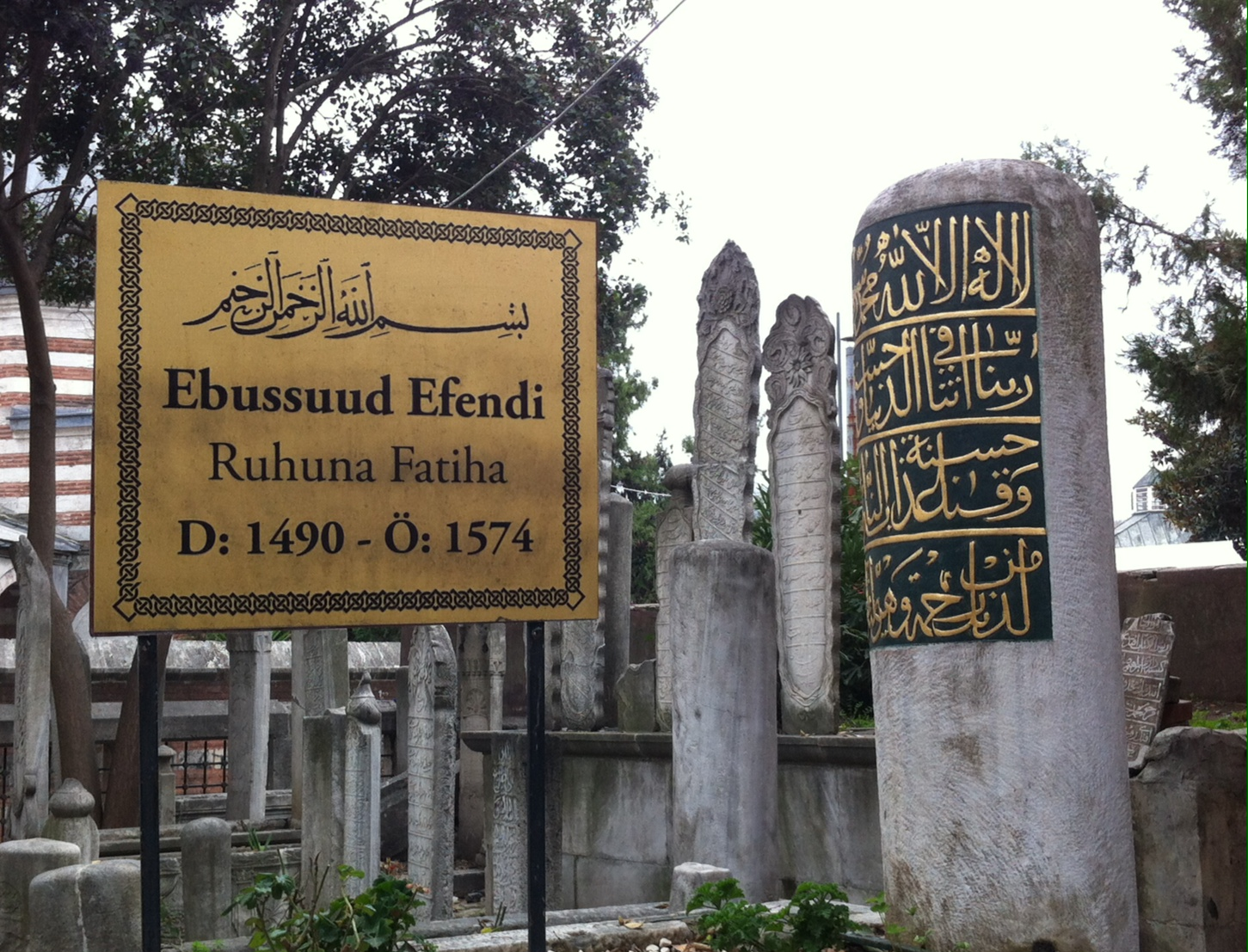
Grab von Ebussuud Efendi in Eyüp

Mehmed Ebussuud Efendi (osmanisch محمد أبو السعود العمادي Muḥammad Abū ʾs-Suʿūd al-ʿImādī; * 1490 in İskilip; † 1574) war ein hanafitischer Faqih (Rechtsgelehrter), Gelehrter des Tafsir, Mufti, Kazasker und Qādī im Osmanischen Reich. Laut einigen Orientalisten sei Ebussuud Efendi kurdischer Abstammung, laut anderen sei seine Abstammung nicht bekannt und es sei falsch eine kurdische Identität anzuordnen. Jedenfalls stammte seine Familie aus dem heutigen Irak.

## Leben
Er war der 14. Scheichülislam des Osmanischen Reiches. Er sprach neben türkisch auch Hocharabisch, Persisch, Osmanisch und Kurdisch. Mit der Aufwertung des Amts des Scheichülislams während seiner Amtszeit verloren die Kazasker an Bedeutung. Sein Vater war der türkische Sufi Şeyh Yavsi von der Bayrami Orden. Mütterlicherseits ist er Nachfahre von seinem Onkel Ali Kuşçu Bey / ʿAlāʾ ad-Dīn ʿAlī ibn Muhammad al-Quschdschī.
Er arbeitete als Richter in Istanbul, Bursa und Rumelien. Er unterstützte per Fatwa die politischen Anstrengungen der Sultane seiner Zeit. So segnete er die Eroberung Zyperns durch Selim II., die Tötung der Jesiden durch Süleyman I. sowie den Kampf gegen den schiitischen Sufi-Orden der Safawiden ebenfalls unter Süleyman ab. Ab 1537 war er Kazasker. Unter Süleyman wurde er 1545 zum Großmufti und Scheichülislam ernannt, den arabischen Beinamen „Gesetzgeber“ (Kanuni) erhielt Süleyman, als er von Mehmed Ebu Suud Richtlinien erstellen ließ, wie die Scharia in der Auslegung der Hanefitischen Rechtsschule, in der Praxis der staatlichen Realität umgesetzt werden sollte. Dies gilt als Höhepunkt der Macht des Ebu Suud. Im Namen der Scharia erlassene Verfügungen auf Grundlage der Rechtsgutachten (Fatwa) der Ulama – geführt im Namen des Obermufti – waren unangreifbar und konsolidierten die Regentschaft des Sultans beträchtlich. Er reformierte die Gesetzessprechung im Auftrag des Sultan und brachte es in eine engere Kontrolle durch den Staat, indem es erstmals zu einer Kodifizierung der Scharia kam: als sogenannte „Kanunname“ wurden entsprechende Gesetze erlassen. Diese schränkten die freie Meinungsbildung von Richtern im Gegensatz zu vorher massiv ein.
Aleviten und Jesiden sowie andere Gruppen erklärte er ausnahmslos zu Ungläubigen und legitimierte das Töten dieser. In einer von Süleyman erfragten Fatwa über die Kizilbasch schrieb er: „Diese Art der Gemeinschaft ist sowohl ungläubig und heidnisch als auch böse. Aus diesen beiden Gründen ist es religiöse Pflicht, sie zu töten. Gott hilft denen, die der Religion helfen, und tut Böses, denen die einem Muslim Böses tun. […] Wer im Kampf gegen diese Gruppe fällt, fällt als Märtyrer auf dem Wege Gottes. […] Das Töten dieser Gruppe ist wichtiger als das Töten von anderen Ungläubigen.“ Die Sufi-Gelehrten Yunus Emre und Scheich Bedreddin erklärte er ebenfalls zu Ungläubigen. Auf ihn gehen Bedreddin und sein Vâridat betreffende Rechtsurteile zurück, worin die Anhänger Bedreddins als offenkundig Ungläubige eingeschätzt wurden, die getötet werden müssen.
In einer Fatwa bezüglich Mietpreiserhöhungen widersprach er Sultan Süleyman öffentlich, in dieser schrieb er: „Mit einem Befehl des Herrschers kann eine falsche Sache (nâmeşru) nicht zu richtig (meşru) werden. Als harām geltende Sachen können nicht zu halāl erklärt werden, das ist die Anordnung des Islam. […]“ Süleyman ließ anschließend von seinem Vorhaben ab.
Neben seiner Justizreform und Kodifizierung der Schariagrundsätze blieb er für seine ausführliche Rechtsfragenerläuterung in Erinnerung, so erklärte er den damals als neu geltenden Kaffee und das Karagöztheater als halāl.
Er hinterließ 22 Werke in Schriftform, von diesen gilt die Koranauslegung (Tafsir): „İrşadü’l-Aklu’s-Selim Mezaye’l-Kitabü’l-Kerim“ allgemeinhin als seine bedeutendste.

## Fernsehen
In der Fernsehserie Muhteşem Yüzyıl (2011) (deutsch: „Das prächtige Jahrhundert“) wurde er von Tuncel Kurtiz gespielt.